# 式貴士
式 貴士（しき たかし、1933年〈昭和8年〉2月6日 - 1991年〈平成3年〉2月18日）は、東京出身の作家。SF作家、官能小説家、占星術師。日本推理作家協会、日本文芸家協会会員。本名は清水 聰。

## 経歴
千葉大学文理学部英文科卒業後、早稲田大学第一文学部英文科に学士入学、早稲田大学大学院（現・文学学術院）博士課程修了。中学、高校の英語教師を経て著述家となる。ワセダミステリクラブの創設期メンバー。劇画村塾出身。
ジャンルによって様々な筆名を使い分け、式 貴士でSF（本人はストレンジ・フィクションと称していた）、間 羊太郎（はざま ようたろう）で推理小説評論や子供向きの生活雑学やクイズ本、蘭 光生で官能小説、小早川 博で雑学、ウラヌス星風で占星術と、多くの分野で活躍した。『少年マガジン』に連載され、一部が立風書房で単行本化された『ヘンな学校』は、ヤクザ学入門、トイレ学入門など子供向け雑学本の枠を完全にはみ出した内容で、後年のSF短編でも発揮される膨大なペダントリーを披瀝している。
蘭については「らん みつお」の表記もあるが、「らん こうせい」の読みが正しい（奥付にも「Kousei Ran」の表記あり）。本人が探偵作家蘭郁二郎の愛読者であり「蘭」の字が好きだった事（ランの花が好きだったためという説もあり）、「光」を入れると成功するとの託宣を受け、このペンネームにしたという。ある編集者が『乱交せい』をもじった物だと思い込んでいたため、激怒した逸話あり。また「式貴士」は、当時志木市のマンションの上層階に住んでいたこと、つまり「志木の高いところ」に由来する。
長編小説が主体である事が多い官能小説家としては珍しく、レイプ物を中心とするドライな筆致の短編小説を得意としていた（ただし本人は、官能小説に完結は本来ありえない、と語っていたという）。1990年代においてはフランス書院文庫、マドンナメイト文庫などの官能小説文庫での出版が多く、団鬼六、千草忠夫と共に「御三家」と評されていた。1982年（昭和57年）には日活ロマンポルノで短編『鏡の中の悦楽』が西村周五郎監督・桂千穂脚本・朝比奈順子主演で映画化された。
1975年（昭和50年）『奇想天外』誌に掲載された彼のデビュー作「カンタン刑」を発表後は、奇想とエログロ・耽美を盛り込んだ異色SF短編の作者として活躍。短編集に数十ページにも及ぶ異常に長い後書きをつけるなど話題を呼んだ。官能小説家蘭光生と同一人物であることは生前はあまり公に語られなかったが、今ではSM作家としても再評価されている。両方の資質を遺憾なく発揮し、異様なイメージと哀感に溢れる代表短編に「チンポロジー」がある。間羊太郎名義時代の代表作に「知らないとそん500」「ミステリ大百科」「ヘンな学校」。
1991年（平成3年）2月18日16時50分、東京都渋谷区の古畑病院で呼吸不全により死去。58歳没。

## 著作

### 小早川博 名義
- 『いたずらの秘本 相手をいじめよう』（青春出版社、プレイブックス） 1968年
- 『オトナのいたずら』（青春出版社、プレイブックス） 1968年
- 『悦楽のタネ本 “ばれく"で夜を楽しもう』（明文社、ナンバーワンブックス） 1969年
- 『トイレで読む本 扉を閉めた神秘の世界』（青春出版社、プレイブックス） 1970年

### 間羊太郎 名義
- 『これが日本一 記録がなんでもわかる本』（紀田順一郎共編、竹内書店） 1967年
- 『記録の百科事典 日本一編』（紀田順一郎共編、竹内書店） 1971年
- 『びっくり日本一世界一』（立風書房、ジャガーバックス） 1972年
- 『へんな学校』（立風書房、ジャガーバックス） 1972年
- 『昆虫のふしぎ』（朝日ソノラマ、ぼくらのもの知り百科） 1973年
- 『知らないとそん500』（講談社、少年少女講談社文庫） 1973年
- 『人体のふしぎ』（朝日ソノラマ） 1973年
- 『新びっくり日本一世界一 新記録・珍記録』（立風書房、ジャガーバックス） 1978年
- 『ミステリ百科事典』（社会思想社、現代教養文庫） 1981年、のち文春文庫

#### 翻訳
- 『恐怖の黒魔団』（デニス・ホイトリイ、朝日ソノラマ） 1972年

### 式貴士 名義
- 『カンタン刑』（CBSソニー出版） 1979年、のち角川文庫
- 『イースター菌』（CBS・ソニー出版） 1979年、のち角川文庫
- 『吸魂鬼』（集英社） 1980年、のち角川文庫
- 『連想トンネル』（CBS・ソニー出版 1980年 のち角川文庫
- 『虹のジプシー』（CBS・ソニー出版 1980年 のち角川文庫
  - 『虹のジプシー 完全版』（論創社） 2015年
- 『ヘッド・ワイフ』（CBS・ソニー出版） 1981年、のち角川文庫
- 『なんでもあり』（CBS・ソニー出版） 1982年
- 『天虫花』（CBS・ソニー出版） 1983年
- 『アイス・ベイビー』（CBS・ソニー出版） 1984年
- 『怪奇日蝕』（角川文庫） 1986年
- 『鉄輪の舞』（出版芸術社、ふしぎ文学館）1993年 - 傑作選
- 『カンタン刑 式貴士 怪奇小説コレクション』（光文社文庫） 2008年 - 怪奇小説に絞った傑作選。同題の上記処女短編集と共通した収録作は表題作だけである。
- 『窓鴉 式貴士 抒情小説コレクション』（光文社文庫） 2012年

### 蘭光生 名義
- 『SM博物館』（三崎書房） 1972年、のち河出文庫
- 『猟奇博物館』（三崎書房） 1973年
- 『女教師・犯す』（二見書房、サラ・ブックス）1981年、のち二見書房マドンナメイト文庫
- 『美姉妹・犯す』（二見書房、サラ・ブックス）1981年、のちマドンナメイト文庫
- 『教え娘・犯す』（二見書房、サラ・ブックス）1981年、のちマドンナメイト
- 『人妻・輪姦す』（二見書房、サラ・ブックス）1982年、のちマドンナメイト文庫
- 『女教師・輪姦す』（二見書房、サラ・ブックス）1982年、のちマドンナメイト文庫
- 『淫獣』（ミリオン出版） 1982年、のちフランス書院文庫
- 『義母・輪姦す』（二見書房、サラ・ブックス）1983年、のちマドンナメイト文庫
- 『愛奴を狩れ』（二見書房、サラ・ブックス）1983年、のちマドンナメイト文庫
- 『地獄の淫鬼』（黒田出版興文社） 1983年
- 『俘囚』（ミリオン出版） 1983年、のちフランス書院文庫
- 『肉奴隷』（ミリオン出版） 1983年、のちフランス書院文庫
- 『新妻を狩れ』（二見書房、サラ・ブックス）1984年、のちマドンナメイト
- 『美獣を狩れ』（二見書房、サラ・ブックス）1984年、のちマドンナメイト
- 『暴姦』（二見書房、サラ・ブックス）1984年、のちマドンナメイト
- 『美肉市場』（ミリオン出版） 1984年、のち改題『ハードレイプ!』（フランス書院文庫）
- 『生贄マドンナ』（マドンナメイト） 1985年
- 『淫魔 獣たちの宴』（二見書房、サラ・ブックス）1985年、のちマドンナメイト
- 『禁猟 獣たちの宴』（二見書房、サラ・ブックス）1985年、のちマドンナメイト
- 『牝檻』（フランス書院文庫） 1985年
- 『淫獣学園』（ミリオン出版、スナイパーノベルス）1985年、のちフランス書院文庫
- 『淫鎖』（フランス書院文庫） 1986年
- 『奪われた教室』（マドンナメイト） 1986年
- 『肉刑』（フランス書院文庫） 1986年
- 『飼育』（フランス書院文庫） 1986年
- 『生贄ロリータ』（マドンナメイト） 1986年
- 『青狼』（フランス書院文庫） 1986年
- 『レイプ請負人』（フランス書院文庫） 1986年
- 『生贄プリンセス』（マドンナメイト） 1986年
- 『美教師』（フランス書院文庫） 1986年
- 『肉牢』（フランス書院文庫） 1987年
- 『我に叛きし妻なれば』（フランス書院文庫） 1987年
- 『生贄処女（ばーじん）』（マドンナメイト） 1987年
- 『淫獣無頼』（ミリオン出版） 1987年　のちフランス書院文庫
- 『レイプライダー』（ミリオン出版） 1988年
- 『猟鬼』（フランス書院文庫） 1988年
- 『レイプ仕掛人』（フランス書院文庫） 1988年
- 『蠍 マドンナ犯す』（マドンナメイト） 1988年
- 『凶犬 あるレイプマンの履歴書』（フランス書院文庫） 1988年
- 『奴隷妻』（フランス書院文庫） 1988年
- 『肉人形 凶犬2』（フランス書院文庫） 1988年
- 『哀奴』（フランス書院文庫） 1988年
- 『レイプ・レイプ・レイプ』（フランス書院文庫） 1989年
- 『性獣』（フランス書院文庫） 1989年
- 『飼育休暇』（フランス書院文庫） 1989年
- 『肉襲』（フランス書院文庫） 1989年
- 『レイプ商人』（フランス書院文庫） 1989年
- 『輪姦せ!』（フランス書院文庫） 1990年
- 『飼育授業』（フランス書院文庫） 1990年
- 『レイプせよ!』（フランス書院文庫） 1990年
- 『トリプルレイプ』（フランス書院文庫） 1991年
- 『生贄たちの宴』（イーストプレス悦文庫） 2015年 - 人気作9篇と式貴士名義の1篇を収録

### アンソロジー（収録）
- 『年刊日本SF傑作選 さよならの儀式』（東京創元社、創元SF文庫） 2014年 - 絶筆「死人妻（デッド・ワイフ）」を収録（式貴士名義）